# Belinda Bencic
Belinda Bencic (Flawil, Sankt Gallen kanton, 1997. március 10. –) olimpiai arany- és ezüstérmes svájci hivatásos teniszezőnő, kétszeres junior Grand Slam-tornagyőztes. Szülei révén szlovák állampolgársággal is rendelkezik.
2012 óta versenyez a felnőttek között. Egyéniben kilenc, párosban két WTA-tornát nyert meg, ezen kívül két WTA 125K-tornán végzett az első helyen, és az ITF-versenyeken öt egyéni és három páros győzelmet aratott. 2013-ban a junior lányok között megnyerte a Roland Garrost és a wimbledoni tornát is. Ebben az évben a lányok között a junior világranglista első helyén végzett. 2014-ben megkapta a WTA „Newcomer of the Year” díját.
A felnőttek között a Grand Slam-tornákon a legjobb eredményt a 2019-es US Openen és a 2025-ös wimbledoni teniszbajnokságon érte el, amelyeken az elődöntőig jutott. Párosban a 2015-ös Roland Garroson a 3. körbe került. A világranglistán a legelőkelőbb helyezése egyéniben a 2020. február 17-én elért 4. helyezés, párosban az 59. helyen állt 2016. február 1-én. A 2019-es szezon végén ismét a világranglista 7. helyére került, és bejutott az évvégi világbajnokság döntőjébe.
2012 óta a svájci FED-kupa csapat tagja.
Apja, Ivan Bencic, aki Belinda nagyszüleivel 15 évesen 1968-ban emigrált Csehszlovákiából Svájcba, anyja szintén szlovák születésű. Edzője az apja, valamint időnként Martina Hingis édesanyja, Melanie Mollitor.
Négyéves korában Melanie Mollitor tenisziskolájában ismerkedett meg a játékkal, aki hétéves korától kezdett napi szinten foglalkozni vele.  Fél éven át edzett Nick Bollettieri Teniszakadémiáján a floridai Bradentonban is.
A tokiói olimpián egyéniben aranyérmet, párosban ezüstérmet nyert.
2023 novemberében bejelentette, hogy gyermeket vár. Párja öt éve Martin Hromkovič szlovák profi labdarúgó, aki egyben Bencic erőnléti edzője. 2024 áprilisában megszületett kislányuk Bella. Gyermeke születése után hat hónappal 2024. október végén szabadkártyával elindult a Hamburgban rendezett 75 000 dolláros tornán. December első hetében már döntős volt az Angersben rendezett WTA125-ös tornán. Visszatérése után alig két hónappal már megnyerte az Abu-Dzabiban rendezett WTA500-as tornát.

## Junior Grand Slam döntői

### Egyéni

#### Győzelmek (2)
| Év   | Bajnokság     | Borítás | Ellenfél        | Eredmény      |
| ---- | ------------- | ------- | --------------- | ------------- |
| 2013 | Roland Garros | Salak   | Antonia Lottner | 6–1, 6–3      |
| 2013 | Wimbledon     | Fű      | Taylor Townsend | 4–6, 6–1, 6–4 |

## WTA-döntői

### Egyéni

#### Győzelmei (9)
| Összesítés            |                               |
| Grand Slam-torna (0)  |                               |
| Premier Mandatory (0) | WTA 1000 (mandatory)* (0)     |
| Premier Five (2)      | WTA 1000 (non-mandatory)* (0) |
| Premier (2)           | WTA 500* (4)                  |
| International (0)     | WTA 250* (0)                  |
| Olimpia (1)           |                               |

*2021-től megváltozott a tornák kategóriáinak elnevezése.
|    | Dátum               | Torna                                       | Borítás      | Ellenfél a döntőben         | Döntő eredménye              | Döntő eredménye |
| 1. | 2015. június 27.    | AEGON International, Eastbourne             | Fű           | Agnieszka Radwańska         | 6–4, 4–6, 6–0                |                 |
| 2. | 2015. augusztus 16. | Canadian Open, Toronto                      | Kemény       | Simona Halep                | 7–6(5), 6–7(4),3–0 (feladta) |                 |
| 3. | 2019. február 25.   | Dubai Duty Free Tennis Championships, Dubaj | Kemény       | Petra Kvitová               | 6–3, 1–6, 6–2                |                 |
| 4. | 2019. október 20.   | Kremlin Cup, Moszkva                        | Kemény (f)   | Anasztaszija Pavljucsenkova | 3–6, 6–1, 6–1                |                 |
| 5. | 2021. július 31.    | 2020-as olimpia, Tokió                      | Kemény       | Markéta Vondroušová         | 7–5, 2–6, 6–3                |                 |
| 6. | 2022. április 10.   | WTA Charleston, Charleston                  | Salak (zöld) | Unsz Dzsábir                | 6–1, 5–7, 6–4                |                 |
| 7. | 2023. január 14.    | Adelaide International, Adelaide            | Kemény       | Darja Kaszatkina            | 6–0, 6–2                     |                 |
| 8. | 2023. február 12.   | Abu Dhabi Open, Abu-Dzabi                   | Kemény       | Ljudmila Szamszonova        | 1–6, 7–6(8), 6–4             |                 |
| 9. | 2025. február 8.    | Abu Dhabi Open, Abu-Dzabi                   | Kemény       | Ashlyn Krueger              | 4–6, 6–1, 6–1                |                 |

#### Elveszített döntői (10)
|     | Dátum                | Torna                                                | Borítás    | Ellenfél a döntőben  | Döntő eredménye     | Döntő eredménye |
| 1.  | 2014. október 6.     | Tianjin Open, Tiencsin                               | Kemény     | Alison Riske         | 3–6, 4–6            |                 |
| 2.  | 2015. június 14.     | Rosmallen Grass Court Championship, ’s-Hertogenbosch | Fű         | Camila Giorgi        | 5–7, 3–6            |                 |
| 3.  | 2015. szeptember 27. | Toray Pan Pacific Open, Tokió                        | Kemény     | Agnieszka Radwańska  | 2–6, 2–6            |                 |
| 4.  | 2016. február 14.    | St. Petersburg Ladies Trophy, Szentpétervár          | Kemény (f) | Roberta Vinci        | 4–6, 3–6            |                 |
| 5.  | 2018. október 20.    | BGL Luxembourg Open, Luxemburg                       | Kemény (f) | Julia Görges         | 4–6, 5–7            |                 |
| 6.  | 2019. június 24.     | Mallorca Open, Mallorca                              | Fű         | Sofia Kenin          | 7–6(2), 6–7(5), 6–4 |                 |
| 7.  | 2021. február 27.    | Adelaide International, Adelaide                     | Kemény     | Iga Świątek          | 2–6, 2–6            |                 |
| 8.  | 2021. február 27.    | German Open, Berlin                                  | Fű         | Ljudmila Szamszonova | 6–1, 1–6, 3–6       |                 |
| 9.  | 2022. június 19.     | German Open, Berlin                                  | Fű         | Unsz Dzsábir         | 3–6, 1–2, feladta   |                 |
| 10. | 2023. április 9.     | Charleston Open, Charleston                          | Salak      | Unsz Dzsábir         | 6–7(6), 4–6         |                 |

### Páros

#### Győzelmei (2)
| Összesítés            |                               |
| Grand Slam-torna (0)  |                               |
| Premier Mandatory (0) | WTA 1000 (mandatory)* (0)     |
| Premier Five (0)      | WTA 1000 (non-mandatory)* (0) |
| Premier (0)           | WTA 500* (0)                  |
| International (2)     | WTA 250* (0)                  |

*2021-től megváltozott a tornák kategóriáinak elnevezése.
| No. | Dátum              | Torna                       | Borítás | Partner             | Ellenfelek a döntőben            | Eredmény a döntőben |
| 1.  | 2015. május 1.     | Sparta Prague Open, Prága   | Salak   | Kateřina Siniaková  | Katerina Bondarenko Eva Hrdinová | 6–2, 6–2            |
| 2.  | 2015. augusztus 8. | Washington Open, Washington | Kemény  | Kristina Mladenovic | Lara Arruabarrena Andreja Klepač | 7–5, 7–6(7)         |

#### Elveszített döntői (1)
| No. | Dátum              | Torna                  | Borítás | Partner           | Ellenfelek a döntőben                 | Eredmény a döntőben |
| 1.  | 2021. augusztus 1. | 2020-as olimpia, Tokió | Kemény  | Viktorija Golubic | Barbora Krejčíková Kateřina Siniaková | 5–7, 1–6            |

## WTA 125K-döntői

### Egyéni

#### Győzelmei (2)
|    | Dátum              | Torna                             | Borítás     | Ellenfél a döntőben | Döntő eredménye | Döntő eredménye |
| 1. | 2017. november 12. | Hua Hin Championships, Huahin     | Kemény      | Hszie Su-vej        | 6–3, 6–4        |                 |
| 2. | 2017. november 19. | OEC Taipei WTA Challenger, Tajpej | Szőnyeg (f) | Arantxa Rus         | 7–6(3), 6–1     |                 |

#### Elveszített döntői (1)
|    | Dátum             | Torna                           | Borítás    | Ellenfél a döntőben | Döntő eredménye  | Döntő eredménye |
| 1. | 2024. december 8. | Open Angers Arena Loire, Angers | Kemény (f) | Alycia Parks        | 6–7(4), 6–3, 0–6 |                 |

### Páros

#### Elveszített döntői (1)
|    | Dátum             | Torna                           | Borítás    | Partner     | Ellenfelek a döntőben                | Döntő eredménye | Döntő eredménye |
| 1. | 2024. december 7. | Open Angers Arena Loire, Angers | Kemény (f) | Céline Naef | Monica Niculescu Elena-Gabriela Ruse | 3–6, 4–6        |                 |

## ITF döntői

### Egyéni (5–1)
| Díjazás              |
| -------------------- |
| $100,000 torna       |
| $75,000/80,000 torna |
| $50,000/60,000 torna |
| $25,000 torna        |
| $15,000 torna        |
| $10,000 torna        |

| Borításonként |
| ------------- |
| Kemény (5–0)  |
| Salak (0–0)   |
| Fű (0–1)      |
| Szőnyeg (0–0) |

| Eredmény | No. | Dátum                | Torna                          | Borítás    | Ellenfél            | Eredmény    |
| -------- | --- | -------------------- | ------------------------------ | ---------- | ------------------- | ----------- |
| Győztes  | 1.  | 2012. szeptember 17. | Sarm es-Sejk, Egyiptom         | Kemény     | Fatma Al-Nabhani    | 6–3, 7–6(4) |
| Győztes  | 2.  | 2013. szeptember 23. | Sarm es-Sejk, Egyiptom         | Kemény     | Barbara Haas        | 6–4, 6–0    |
| Döntős   | 1.  | 2013. október 14.    | Makinohara, Japán              | Fű         | Zarina Diyas        | 3–6, 4–6    |
| Győztes  | 3.  | 2017. szeptember 23. | Szentpétervár, Oroszország     | Kemény (f) | Dajana Jasztremszka | 6–2, 6–3    |
| Győztes  | 4.  | 2017. december 16.   | Dubaj, Egyesült Arab Emírségek | Kemény     | Ajla Tomljanović    | 6–4 feladta |
| Győztes  | 5.  | 2018. november 11.   | Las Vegas, Egyesült Államok    | Kemény     | Nicole Gibbs        | 7–5, 6–1    |

### Páros (3–2)
| Díjazás        |
| -------------- |
| $100,000 torna |
| $75,000 torna  |
| $50,000 torna  |
| $25,000 torna  |
| $15,000 torna  |
| $10,000 torna  |

| Borításonként |
| ------------- |
| Kemény (2–1)  |
| Salak (1–0)   |
| Fű (0–1)      |
| Szőnyeg (0–0) |

| Eredmény | No. | Dátum                | Torna                      | Borítás | Partner            | Ellenfél                                  | Eredmény            |
| -------- | --- | -------------------- | -------------------------- | ------- | ------------------ | ----------------------------------------- | ------------------- |
| Győztes  | 1.  | 2012. szeptember 17. | Sarm es-Sejk, Egyiptom     | Kemény  | Lou Brouleau       | Olga Brózda Ganna Piven                   | 7–6(3), 3–6, [10–6] |
| Győztes  | 2.  | 2013. június 17.     | Lenzerheide, Svájc         | Salak   | Kateřina Siniaková | Veronyika Kugyermetova Diāna Marcinkēviča | 6–0, 6–2            |
| Döntős   | 1.  | 2013. október 21.    | Hamamacu, Japán            | Fű      | Sofia Shapatava    | Aojama Suko Namigata Junri                | 4–6, 3–6            |
| Döntős   | 2.  | 2017. szeptember 22. | Szentpétervár, Oroszország | Kemény  | Michaela Hončová   | Anna Blinkova Veronyika Kugyermetova      | 3–6, 1–6            |
| Győztes  | 3.  | 2017. október 28.    | Poitiers, Franciaország    | Kemény  | Yanina Wickmayer   | Mihaela Buzărnescu Nicola Geuer           | 7–6(7), 6–3         |

## Eredményei Grand Slam-tornákon

### Egyéniben
| Grand Slam | Australian Open | Australian Open  | Roland Garros | Roland Garros    | Wimbledon | Wimbledon          | US Open     | US Open                  |
| Év         | Eredmény        | Utolsó ellenfél  | Eredmény      | Utolsó ellenfél  | Eredmény  | Utolsó ellenfél    | Eredmény    | Utolsó ellenfél          |
| 2014       | 2. kör          | Li Na            | 1. kör        | Venus Williams   | 3. kör    | Simona Halep       | Negyeddöntő | Peng Suaj                |
| 2015       | 1. kör          | Julia Görges     | 2. kör        | Madison Keys     | 4. kör    | Viktorija Azaranka | 3. kör      | Venus Williams           |
| 2016       | 4. kör          | Marija Sarapova  | –             | –                | 2. kör    | Julia Boserup      | 3. kör      | Konta Johanna            |
| 2017       | 1. kör          | Serena Williams  | –             | –                | –         | –                  | –           | –                        |
| 2018       | 2. kör          | Luksika Kumkhum  | 2. kör        | M Rybáriková     | 4. kör    | Angelique Kerber   | 1. kör      | Aljakszandra Szasznovics |
| 2019       | 3. kör          | Petra Kvitová    | 3. kör        | Donna Vekić      | 3. kör    | Alison Riske       | Elődöntő    | Bianca Andreescu         |
| 2020       | 3. kör          | Anett Kontaveit  | –             | –                | elmaradt  | elmaradt           | –           | –                        |
| 2021       | 3. kör          | Elise Mertens    | 2. kör        | Darja Kaszatkina | 1. kör    | Kaja Juvan         | Negyeddöntő | Emma Raducanu            |
| 2022       | 2. kör          | Amanda Anisimova | 3. kör        | Leylah Fernandez | 1. kör    | Vang Csiang        | 3. kör      | Karolína Plíšková        |
| 2023       | 4. kör          | Arina Szabalenka | 1. kör        | Elina Avaneszjan | 4. kör    | Iga Świątek        | 4. kör      | Sorana Cîrstea           |
| 2024       | –               | –                | –             | –                | –         | –                  | –           | –                        |
| 2025       | 4. kör          | Cori Gauff       | –             | –                | Elődöntő  | Iga Świątek        |             |                          |

### Párosban
| Grand Slam | Australian Open           | Australian Open                 | Roland Garros              | Roland Garros                     | Wimbledon                 | Wimbledon                          | US Open                   | US Open                         |
| Év         | Eredmény Partner          | Utolsó ellenfél                 | Eredmény Partner           | Utolsó ellenfél                   | Eredmény Partner          | Utolsó ellenfél                    | Eredmény Partner          | Utolsó ellenfél                 |
| 2014       | –                         | –                               | –                          | –                                 | 2. kör Cvetana Pironkova  | Babos Tímea K Mladenovic           | 1. kör Jana Čepelová      | A Pavljucsenkova Lucie Šafářová |
| 2015       | 1. kör Kateřina Siniaková | Martina Hingis Flavia Pennetta  | 3. kör Kateřina Siniaková  | B Mattek-Sands Lucie Šafářová     | 2. kör Kateřina Siniaková | A Kudrjavceva A Pavljucsenkova     | 1. kör Kateřina Siniaková | M Gaszparjan A Panova           |
| 2016       | 2. kör M Rybáriková       | A-L Grönefeld Coco Vandeweghe   | –                          | –                                 | –                         | –                                  | 1. kör Kirsten Flipkens   | M Lučić-Baroni Maria Sanchez    |
| 2017       | 1. kör Ana Konjuh         | Caroline Garcia K Mladenovic    | –                          | –                                 | –                         | –                                  | –                         | –                               |
| 2018       | –                         | –                               | 1. kör Markéta Vondroušová | Sz Kuznyecova Lucie Šafářová      | 1. kör Katerina Kozlova   | Lara Arruabarrena A Parra Santonja | 1. kör Katerina Kozlova   | Hibino Nao Okszana Kalasnikova  |
| 2019       | 1. kör Donna Vekić        | V Kugyermetova S Santamaria     | 2. kör Viktória Kužmová    | Viktorija Azaranka Ashleigh Barty | 1. kör Viktória Kužmová   | Kirsten Flipkens Johanna Larsson   | –                         | –                               |
| 2020       | –                         | –                               | –                          | –                                 | elmaradt                  | elmaradt                           | –                         | –                               |
| 2021       | 1. kör Sofia Kenin        | Alexa Guarachi Desirae Krawczyk | –                          | –                                 | 1. kör Sofia Kenin        | Marta Kosztyuk Jeļena Ostapenko    | –                         | –                               |
| 2022       | –                         | –                               | 1. kör A Kalinyina         | Emina Bektas Tara Moore           | 2. kör Storm Sanders      | Kirsten Flipkens S Sorribes Tormo  |                           |                                 |

## Év végi világranglista-helyezései
| Év     | 2011  | 2012  | 2013 | 2014 | 2015 | 2016 | 2017 | 2018 | 2019 | 2020 | 2021 | 2022 | 2023 | 2024 |
| Egyéni | 1059. | 626.  | 212. | 33.  | 14.  | 43.  | 165. | 37.  | 8.   | 12.  | 23.  | 12.  | 17.  | 913. |
| Páros  | –     | 1067. | 466. | 208. | 68.  | 215. | 269. | 242. | 116. | 104. | 154. | 133. | 197. | –    |

## Díjai, elismerései
- Az év visszatérő játékosa (WTA) (2019)[16]